# Le Plein Pays
Pour plus de détails, voir Fiche technique et Distribution.
Le Plein Pays est un documentaire français réalisé par Antoine Boutet et sorti en 2009.

## Synopsis
Un homme vit seul dans une forêt du Lot depuis de nombreuses années. « Sisyphe à l’envers depuis trente ans, il creuse le sol, s’engouffre au fond, orne les parois de ses grottes privées de gravures naïves, mythes personnels, bestiaires sommaires ».
Le titre du film vient d'une déformation des paroles de la chanson Le Plat Pays de Jacques Brel, interprétée par Jean-Marie Massou.

## Fiche technique
- Titre : Le Plein Pays
- Réalisation : Antoine Boutet
- Scénario, photographie, son et montage : Antoine Boutet
- Société de production : Red Star Cinéma
- Pays d’origine :  France
- Durée : 58 minutes
- Dates de sortie : 
  - France : juillet 2009 (présentation au FIDMarseille)[1]
  - France : 3 novembre 2010[3]

## Distribution
- Jean-Marie Massou

## Distinctions
- Prix du GNCR (Groupement national des cinémas de recherche) au FIDMarseille 2009
- Prix du public au Festival du film de Belfort - Entrevues, 2009[4]
- Prix du jeune public au festival Visions du réel 2010[5]
- Étoile de la SCAM 2011[5]